# درویش سیدی
درویش سیدی، روستایی در دهستان حیدرآباد بخش مرکزی شهرستان زابل در استان سیستان و بلوچستان ایران است.

## جمعیت
بر پایه سرشماری عمومی نفوس و مسکن در سال ۱۳۹۵، جمعیت این روستا برابر با ۶۲ نفر (۲۱ خانوار) بوده‌است.